# خيسوس مورا
خيسوس مورا (بالإسبانية: Jesús Mora)‏ هو لاعب كرة قاعدة فنزويلي، ولد في 9 يونيو 1933 في ماراكايبو في فنزويلا.